# André Schiffrin
Pour les articles homonymes, voir Schiffrin.
André Schiffrin, né le 14 juin 1935 à Paris et mort dans la même ville le 1er décembre 2013,,, est un éditeur franco-américain ayant exercé à New York au sein des éditions Pantheon Books et au New Press (en).

## Biographie
André Schiffrin est le fils de Jacques Schiffrin fondateur de la Pléiade, le neveu du producteur de cinéma Simon Schiffrin et un cousin éloigné de Lalo Schifrin. Jeune enfant, il doit partir en 1941 à New York avec sa famille pour fuir les persécutions anti-juives en France. Le 16 novembre 2011, l’ambassadeur de France aux États-Unis, François Delattre, reconnaît « le tort commis contre Jacques Schiffrin en même temps qu’il voulait honorer André Schiffrin ».
En tant que socialiste anticommuniste, Schiffrin s'oppose aussi bien à l'invasion soviétique en Hongrie qu'à la guerre du Viêt Nam menée par les Américains. Il est l'un des fondateurs de l'organisation « Étudiants pour une société démocratique » (Students for a Democratic Society). En 1968, il signe la « pétition des écrivains et éditeurs contre l'impôt de guerre » (Writers and Editors War Tax Protest) appelant à refuser de payer ses impôts afin de s'opposer à la guerre au Viêt Nam.
De 1962 à 1990, André Schiffrin est à la tête d'une des plus prestigieuses maisons d'édition américaines, Pantheon Books. Cette dernière a permis entre autres la publication de Foucault, Sartre, Chomsky et Medvedev. Il quitte cette maison d'édition à la fin des années 1980 en raison de son désaccord avec l'orientation éditoriale imposée cherchant des publications à la rentabilité maximale et garantie. À partir de 1991, il dirige la maison d'édition indépendante, sans but lucratif, The New Press qui publie notamment Noam Chomsky et Eric Hobsbawn.
Pendant les dernières années de sa vie, il partage son temps entre les villes de New York et Paris.
Il meurt à Paris d'un cancer du pancréas.

### Famille
Sa fille Anya est mariée à l'économiste et prix Nobel Joseph Stiglitz. Sa fille Natalia est mariée à l'avocat international Philippe Sands.

## Édition et globalisation
Fervent défenseur de la petite édition, André Schiffrin a analysé les menaces qui pèsent sur le monde éditorial et a dénoncé dans ses ouvrages les phénomènes de globalisation qui touchent le monde de l'édition et des médias.

## Ouvrages
- L'édition sans éditeurs  (trad. Michel Luxembourg [pseudonyme d'Éric Hazan], cet ouvrage a pour suite : Le contrôle de la parole), Paris, La Fabrique (réimpr. 2002, 04, 05, 07, 09, 10, 14 et 2017) (1re éd. 1999), 94 p., 20 cm (ISBN 978-2-913372-02-3 et 2-3587-2114-X, OCLC 42611993, BNF 37040834, SUDOC 045273553, présentation en ligne, lire en ligne ).
- (en) The Business of Books: How the International Conglomerates Took Over Publishing and Changed the Way We Read [« Le commerce des livres : comment les conglomérats internationaux se sont emparés de l'édition et ont changé notre façon de lire »], Londres / New York, Verso Books (réimpr. 2001 et 2002) (1re éd. 2000), 181 p., 20 cm (ISBN 1-85984-763-3 et 1-85984-362-X, OCLC 45041914, BNF 42309346, SUDOC 056210930, présentation en ligne, lire en ligne ).
- Le contrôle de la parole  (trad. Éric Hazan), Paris, La Fabrique (réimpr. 2007, 2009 et 2011) (1re éd. 2005), 91 p., 20 cm (ISBN 2-913372-35-X et 978-2-913372-35-1, OCLC 62274972, BNF 39927981, SUDOC 084552867, présentation en ligne, lire en ligne ).
- Allers-retours : Paris-New York, un itinéraire politique [« A Political Education: Coming of Age in Paris and New York »]  (trad. Fanchita Gonzalez-Batlle), Paris, éditions Liana Levi, 2007, 284 p., 22 cm (ISBN 978-2-86746-447-8 et 2-86746-447-1, OCLC 319815791, BNF 41067703, SUDOC 115118640, présentation en ligne, lire en ligne ).
- (en) A political education : coming of age in Paris and New York [« Une éducation politique : devenir majeur à Paris et New York »], New York / Londres, Melville House (en) (réimpr. 2014) (1re éd. 2007), 281 p., 21 cm (ISBN 978-1-612-19363-2 et 1-612-19363-3, OCLC 872648541, SUDOC 176942637, présentation en ligne, lire en ligne ).
- (en) Dr Seuss & Co. go to war : the World War II editorial cartoons of America's leading comic artists [« Dr Seuss & Cie partent en guerre : les caricatures éditoriales de la Seconde Guerre mondiale des principaux artistes de bande dessinée américains »], New York / San Diego, New Press / Université de Californie, 2009, 280 p., 24 cm (ISBN 1-595-58545-1 et 1-595-58470-6, OCLC 801141832, SUDOC 155585487, présentation en ligne).